# Collegium Polonicum w Słubicach
Collegium Polonicum w Słubicach – wspólna jednostka naukowa Uniwersytetu im. Adama Mickiewicza w Poznaniu oraz Uniwersytetu Europejskiego Viadrina we Frankfurcie nad Odrą. Prowadzi interdyscyplinarną działalność naukowo-dydaktyczną w zakresie polsko-niemieckich, europejskich, międzykulturowych i transgranicznych zagadnień. Collegium Polonicum jest jednocześnie filią Uniwersytetu im. Adama Mickiewicza w Poznaniu, w budynku którego znajduje się siedziba tej wspólnej jednostki. Został on wzniesiony w latach 1992–2001 jako miejsce wspólnego nauczania i badań. Collegium Polonicum jako filia Uniwersytetu im. Adama Mickiewicza w Poznaniu jest jednym z czterech ośrodków zamiejscowych tej uczelni, a w szczególności siedzibą European New School of Digital Studies oraz Uniwersyteckiego Liceum Ogólnokształcącego w Słubicach.

## Historia

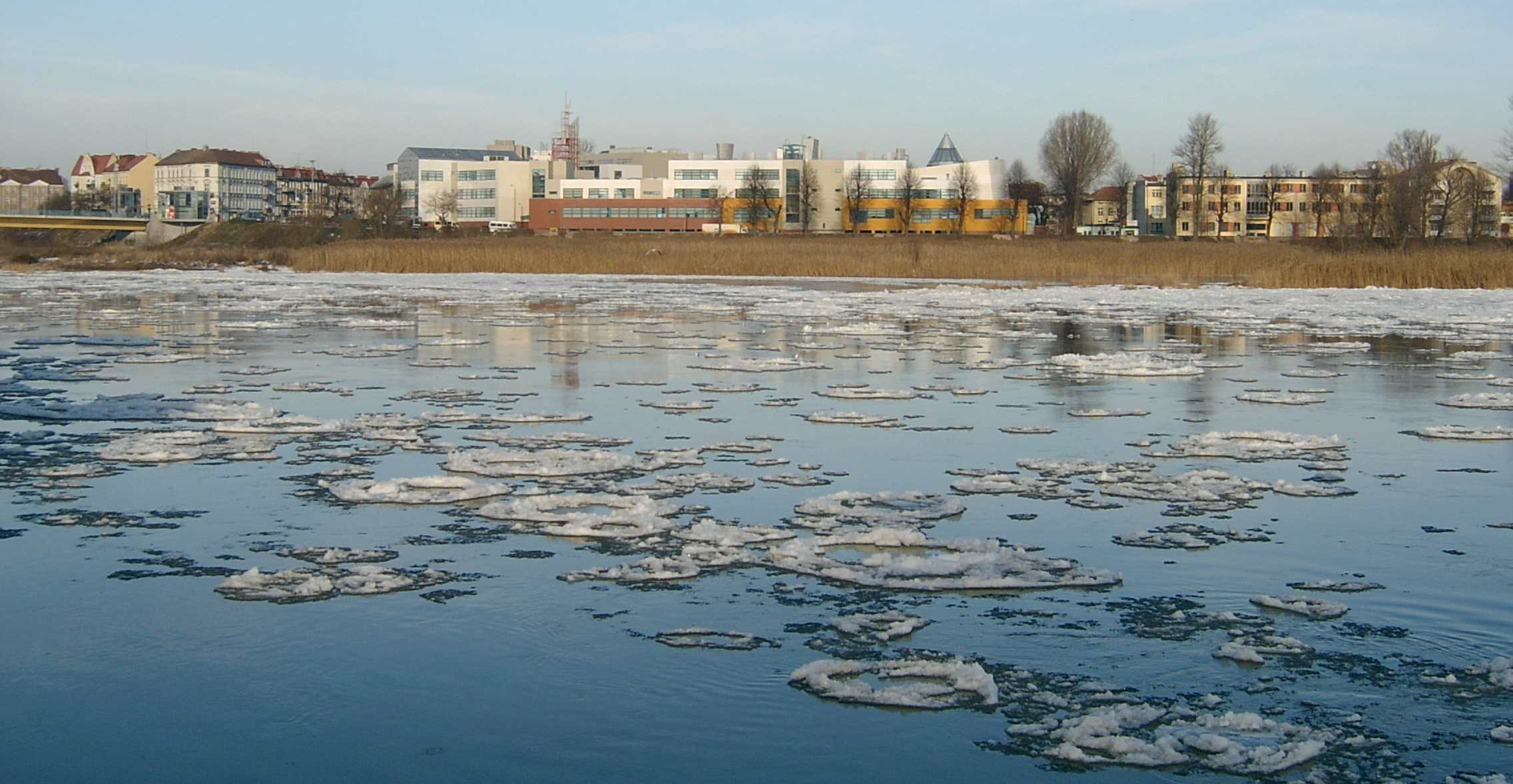
Widok ze strony Frankfurtu nad Odrą

Reaktywacja Uniwersytetu Europejskiego Viadrina we Frankfurcie nad Odrą po 1989 roku jako uniwersytetu europejskiego nawiązywała głównie do misji założycielskiej, definiowanej jako „wypełnianie specjalnych zadań w zakresie polityki zagranicznej w stosunkach polsko-niemieckich oraz kulturowo w odniesieniu do Europy” (niem.: „außenpolitisch im deutsch-polnischen Verhältnis und kulturell mit Blick auf Europa besondere Aufgaben zu erfüllen”). W celu zapewnienia bliskiej współpracy naukowej ze stroną polską oraz przydziału jednej trzeciej miejsc studenckich dla polskich kandydatów, podjęto w fazie założycielskiej współpracę z czterema polskimi uczelniami, w tym z Uniwersytetem im. Adama Mickiewicza w Poznaniu. Narodził się pomysł wzniesienia infrastruktury uczelnianej w Słubicach, pierwotnie wyłącznie w postaci domów akademickich dla polskich studentów studiujących na Uniwersytecie Europejskim. Jednak porozumienie o współpracy pomiędzy Ministrem Edukacji Narodowej RP i Ministrem Nauki i Kultury Kraju związkowego Brandenburgia, podpisane 6 września 1991 w dniu uroczystego otwarcia Uniwersytetu Europejskiego Viadrina, zawiera już stwierdzenie, iż w Słubicach „powstanie wspólna placówka naukowo-dydaktyczna wraz z zapleczem bibliotecznym i laboratoryjnym oraz domy akademickie.” Uroczystości 25-lecia Collegium Polonicum w roku 2016 odnoszą się do tej daty.

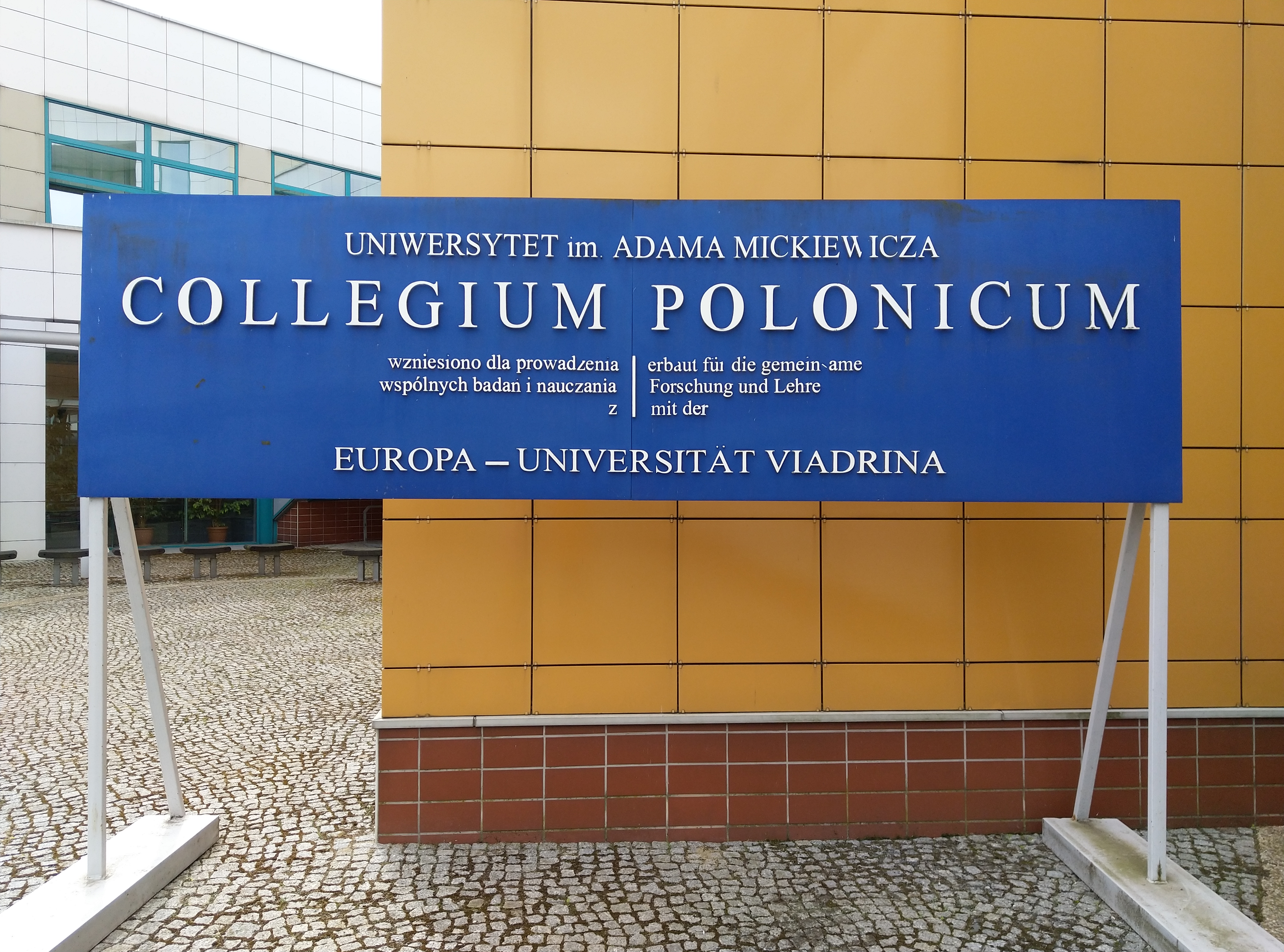
Tablica na gmachu Collegium Polonicum

Uniwersytet im. Adama Mickiewicza w Poznaniu skonkretyzował to stwierdzenie w postaci idei utworzenia „Collegium Polonicum” jako jednostki przeznaczonej do wspólnej działalności dydaktycznej i badawczej z Uniwersytetem Europejskim Viadrina. Powstanie takiej jednostki zostało uchwalone przez Senat Uniwersytetu im. Adama Mickiewicza w Poznaniu w dniu 25.05.1992. Po osiągnięciu porozumienia politycznego po stronie polskiej i niemieckiej utworzono tzw. Komisję Mieszaną Uniwersytetu im. Adama Mickiewicza w Poznaniu i Uniwersytetu Europejskiego Viadrina. Opracowała ona koncepcję Collegium Polonicum, która została przejęta przez Senat Założycielski Uniwersytetu Europejskiego Viadrina (19 grudnia 1992) oraz przez Senat Uniwersytetu im. Adama Mickiewicza w Poznanu (22.12.1992), ale już w dniu 16.10.1992 dokonano symbolicznego wmurowania kamienia węgielnego. Otwarcie pierwszej części Collegium Polonicum odbyło się w dniu 10 czerwca 1998, a całego gmachu z biblioteką – 1 lutego 2001. Collegium Polonicum uzyskało status ośrodka zamiejscowego wzgl. filii Uniwersytetu im. Adama Mickiewicza w Poznaniu, w skład której wchodzi biblioteka. W dniu 2.10.2002 podpisano w Warszawie Umowę między Ministrem Edukacji Narodowej i Sportu Rzeczypospolitej Polskiej a Ministerstwem Nauki, Badań i Kultury Kraju Związkowego Brandenburgii w sprawie Collegium Polonicum w Słubicach. Umowa stanowi wiążącą podstawą prawną współpracy pomiędzy Uniwersytetem im. Adama Mickiewicza w Poznaniu a Uniwersytetem Europejskim Viadrina w Collegium Polonicum. Konsensus podstawowy – w oparciu o wspólną koncepcję obu uczelni z 1992 roku – polega na tym, iż strona polska finansuje budowę i utrzymanie gmachu i zaplecza Collegium Polonicum, a strona niemiecka – utworzenie i utrzymanie 5 katedr.

## Budynek i zaplecze
Projekt architektoniczny gmachu Collegium Polonicum autorstwa poznańskiego architekta Tomasza Durniewicza został wybrany w konkursie zorganizowanym przez Uniwersytet im. Adama Mickiewicza w Poznaniu. Prace budowlane rozpoczęły się w 1995 roku. Otwarcie pierwszej części Collegium Polonicum odbyło się w dniu 10 czerwca 1998, a całego gmachu 1 lutego 2001. Powierzchnia użytkowa Collegium Polonicum wynosi 20 546 m². Z tego 14 579 m² przypada na część główną budynku z ok. 32 salami wykładowymi i laboratoryjnymi, dwiema salami konferencyjno-bankietowymi oraz dużą aulą na ok. 1000 miejsc, stołówką i biurami dla pracowników naukowych, technicznych i administracyjnych. 5967 m² przypada na część biblioteczną, połączoną mostkiem z głównym budynkiem. Koszty budowy wyniosły ok. 170 mln zł.

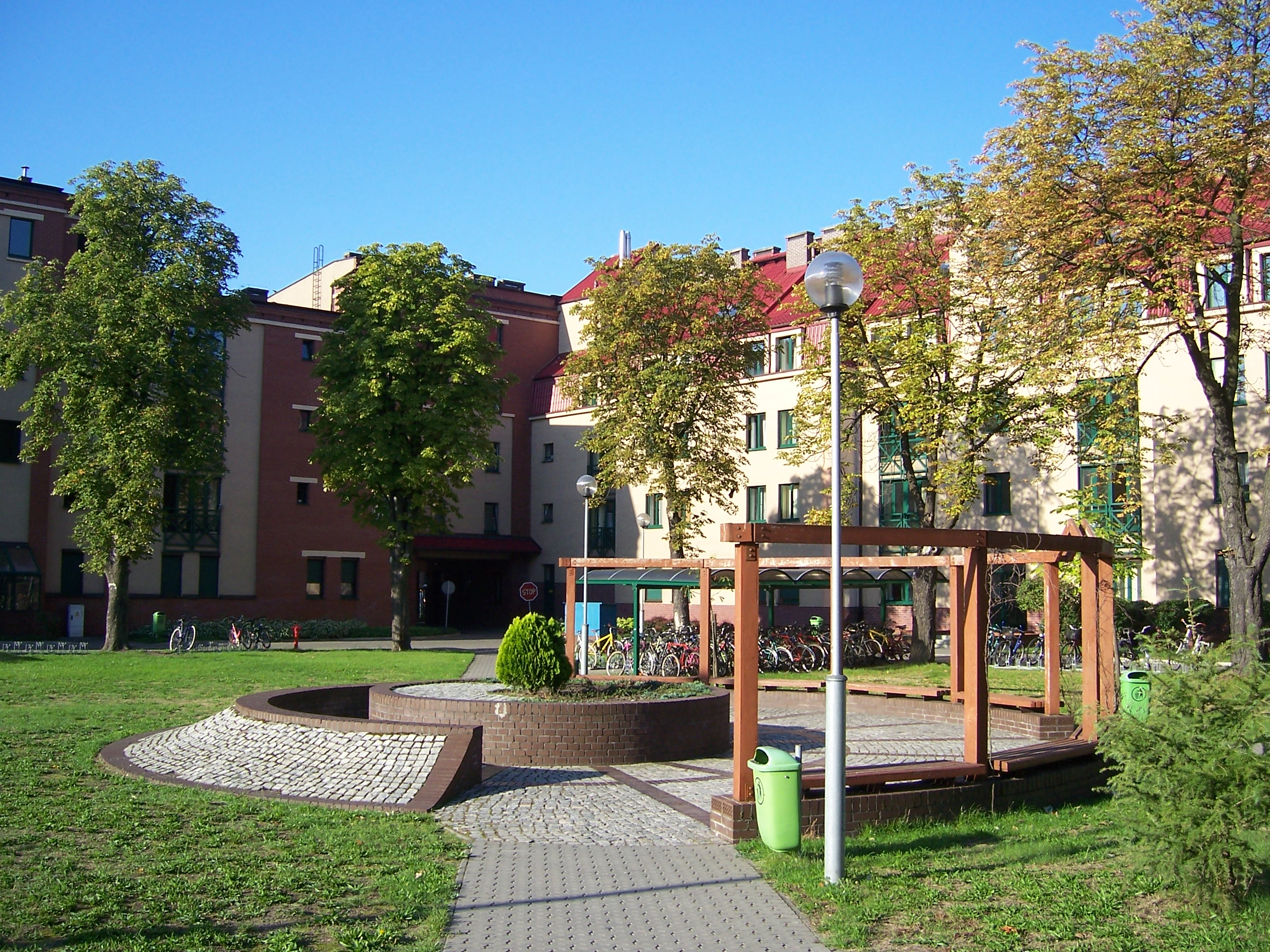
Kampus studenckie w Słubicach

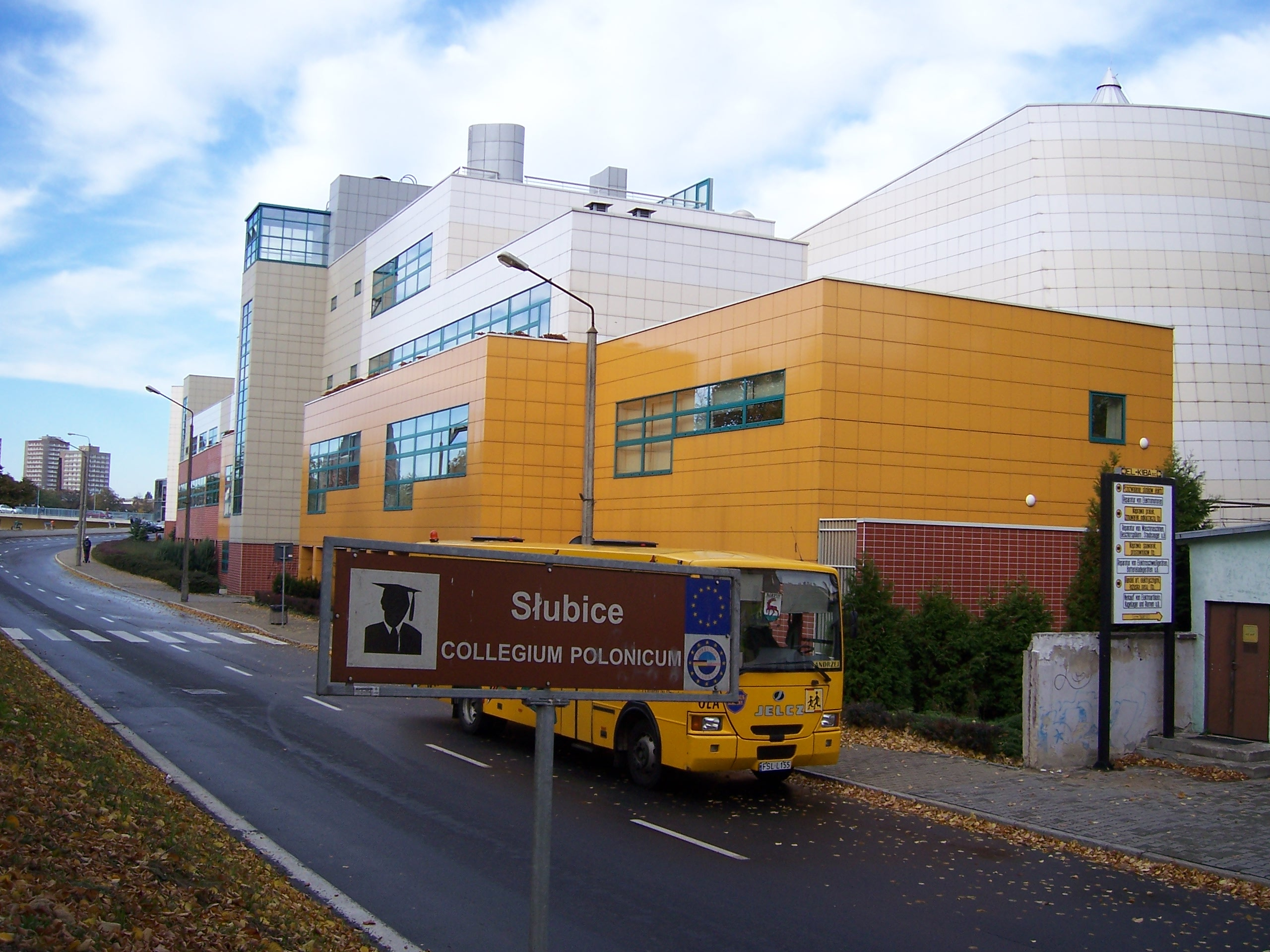
Turystyczny znak drogowy Collegium Polonicum

Równolegle do samego budynku Collegium Polonicum Uniwersytet im. Adama Mickiewicza w Poznaniu wybudował w Słubicach kilka domów studenckich. W październiku 1993 roku pierwsi polscy studenci zapisani na Uniwersytet Europejski Viadrina mogli przenieść się do domu studenckiego Amicus w Słubicach, którego budowę ukończył Uniwersytet im. Adama Mickiewicza w Poznaniu w miejscu planowanego hotelu dla pielęgniarek. Od 1994 roku na terenie pokoszarowym zbudowano kampus studencki według projektu Pracowni Architektonicznej BNS Warszawa. Składa się on z siedmiu budynków mieszkalnych, lokalów na klub studencki i usługi oraz przestrzeni na zajęcia sportowe. Pierwsze pokoje oddano do użytki w 1998 roku, a cała inwestycja została zakończona w 2003 roku oddaniem lokali w tzw. Domu doktoranckim. W sumie stworzono ponad 1100 miejsc dla studentów, głównie w pokojach jedno- i dwuosobowych, oraz 40 dwu- i trzypokojowych mieszkań dla pracowników uczelni w tzw. Domu doktoranta i ok. 40 miejsc hotelowo-noclegowych w pokojach jedno- i dwuosobowych. Budowa Collegium Polonicum wraz z kampusem studenckim została sfinansowana w 65% z budżetu RP, w 20% z funduszów europejskich w ramach programu PHARE i w 15% ze środków Fundacji Współpracy Polsko-Niemieckiej. Zgodnie ze wspólną koncepcją z 1992 roku oraz z umową międzyministerialnym z 2002 roku właścicielem nieruchomości jest Uniwersytet im. Adama Mickiewicza w Poznaniu, i to on „zobowiązuje się ponosić bieżące koszty utrzymania i konserwacji budynków oraz koszty bieżącego wyposażenia w środki rzeczowe”. W 2013 roku Uniwersytet im. Adama Mickiewicza zaczął redukować swoje zasoby nieruchomości w Słubicach. Sprzedał kilka niezabudowanych działek, które zostały przeznaczone pod ewentualną rozbudowę bazy noclegowej i infrastruktury sportowej. Uniwersytet im. Adama Mickiewicza w Poznaniu sprzedał także dom studencki Amicus. Nabył go urząd miasta Słubice, który zagospodarował tam 50 lokali komunalnych. Dom doktoranta został w roku 2017 zaoferowany do sprzedaży przez Uniwersytet im. Adama Mickiewicza jako budynek mieszkalny o powierzchni użytkowej 1951,4 m² (powierzchnia działki 3530 m²). Mieszkającym poza Słubicami niepełnoletnim uczniom Uniwersyteckiego Liceum Ogólnokształcącego zaoferowano możliwość zakwaterowania w internacie Zespołu Szkół Technicznych w Słubicach im. inż. Tadeusza Tańskiego.

## Struktury kierownictwa i kooperacji
Zgodnie z koncepcją Collegium Polonicum z 1992 roku, w 1993 roku obie uczelnie powołały wspólnie dyrekcję Collegium Polonicum, składającą się z dyrektora naukowego i dyrektora administracyjnego. Uczestniczyli oni również w spotkaniach Komisji Mieszanej, na której omawiano wszystkie aspekty współpracy pomiędzy Uniwersytetem im. Adama Mickiewicza w Poznaniu a Uniwersytetem Europejskim Viadrina. Składała się ona z rektorów, prorektorów (od 1999 roku po stronie Uniwersytetu Europejskiego Viadrina – prezydenta i wiceprezydentów) oraz kanclerzy obu uczelni. Po rezygnacji dyrektora naukowego w 1997 roku zrezygnowano z tego stanowiska. Od tego czasu dyrekcja Collegium Polonicum składa się z dyrektora administracyjnego, właściwego dla Collegium Polonicum prorektora Uniwersytetu im. Adama Mickiewicza oraz właściwego dla Collegium Polonicum wiceprezydenta Uniwersytetu Europejskiego Viadrina. Ta struktura została potwierdzona w umowie międzyministerialnej z 2002 roku, w której Komisja Mieszana została zlikwidowana i zastąpiona przez Komisję Stałą odpowiedzialną za Collegium Polonicum. Komisja ta składa się z rektora wzgl. prezydenta obu uczelni, kanclerzy i członków dyrekcji Collegium Polonicum.
Dyrekcja Collegium Polonicum
Dyrektor
- od 01.12.2022 Agnieszka Brończyk
- 15.10.1994 – 30.11.2022 dr Krzysztof Wojciechowski

Pełnomocnik Rektora ds. dydaktyki w Collegium Polonicum
- od 2023 dr hab. Justyna Krauze-Pierz, prof UAM[18]
- do 08.08.2023 dr hab. Andrzej Pukacz, prof. UAM
- 1993–1997 prof. dr hab. Waldemar Pfeiffer

Wiceprezydent właściwy dla Collegium Polonicum ze strony Europejskiego Uniwersytetu Viadrina
- od 2024 – Prof. Dr. Eduard Mühle
- 2023-2024 prof. dr Dagmara Jajeśniak-Quast (do 1999 jako prorektor)
- 2017-2023 Janine Nuyken
- 2015–2017 prof. dr Ines Härtel(inne języki)
- 2002–2015 Janine Nuyken
- 1997–2002 prof. dr Jan C. Joerden(inne języki)

Prorektor właściwy dla Collegium Polonicum ze strony Uniwersytetu im. Adama Mickiewicza
- od 2018 prof. dr hab. Tadeusz Wallas
- 2016–2018 dr hab. Beata Mikołajczyk, prof. UAM
- 2008–2016 prof. dr hab. Krzysztof Krasowski
- 2002–2008 prof. dr hab. Janusz Andrzej Wiśniewski
- 1997–2002 prof. dr hab. Stanisław Lorenc

## Kadry naukowe w Collegium Polonicum

### Kadra naukowa Uniwersytetu Europejskiego Viadrina na katedrach finansowanych przez Kraj związkowy Brandenburgia dla Collegium Polonicum
W koncepcji Collegium Polonicum, opracowanej wspólnie przez Uniwersytet im. Adama Mickiewicza w Poznaniu i Uniwersytet Europejski Viadrina w 1992 roku, przewidziano finansowanie przez Uniwersytet Europejski Viadrina pięciu katedr dla Collegium Polonicum. W umowie międzyministerialnej z 2002 roku Kraj związkowy Brandenburgia zobowiązuje się do tego, iż „ponosi koszty osobowe związane z zatrudnieniem pięciu profesorów oraz siedmiu współpracowników naukowych” wraz z rocznymi środkami administracyjnymi według przepisów i stawek Kraju związkowego Brandenburgia.
Etaty dla pięciu profesorów i siedmiu niesamodzielnych pracowników naukowych finansowane przez Kraj związkowy Brandenburgię dla Collegium Polonicum zostały rozdzielone na poniższe katedry:
- Entangled History of Ukraine,
- Ochrona Europejskich Dóbr Kultury,
- Multicultural Communication (Slavonic and English Linguistics and Language Use),
- Polskiego Prawa Publicznego, Europejskiego i Gospodarczego,
- Polskiego i Europejskiego Prawa Prywatnego oraz Prawa Porównawczego,
- Polskiego Prawa Karnego.

### Pozostała kadra naukowa Uniwersytetu Europejskiego Viadrina
W sierpniu 2019 roku Kraj związkowy Brandenburgia zobowiązał się do sfinansowania Uniwersytetowi Europejskiemu Viadrina czterech profesur wraz ze środkami towarzyszących (w sumie 4,16 mln euro w latach 2019–2023) w ramach projektu European New School of Digital Studies. Mają one siedzibę w Collegium Polonicum, gdzie odbywają się zajęcia w języku angielskim na kierunku studiów Master of Digital Entrepreneurship (także sfinansowanego w ramach tego projektu).
Hojne wsparcie Kraju związkowego Brandenburgia w dziedzinie dotychczas nie reprezentowanej ani na Uniwersytecie Europejskim Viadrina, ani w Collegium Polonicum, jest uzasadnione faktem, że European New School of Digital Studies „zostanie pierwotnie utworzona jako jednostka naukowa Viadriny i perspektywicznie przekształcona w międzynarodowy wydział z udziałem zagranicznych uniwersytetów”. Jest to wspólny projekt Uniwersytetu EuropejskiegoViadrina oraz Uniwersytetu im. Adama Mickiewicza w Poznaniu.

### Kadra naukowa Uniwersytetu im. Adama Mickiewicza w Poznaniu
Utworzenie wraz z Uniwersytetem Europejskim Viadrina w 2012 roku Polsko-Niemieckiego Instytutu Badawczego powiązane było z utworzeniem 10 etatów naukowych, w tym 5 – profesora i 5 – adiunkta. Zadaniem Instytutu było w oparciu o regulamin prowadzenie działalności naukowo-badawczej „zwłaszcza w zakresie integracji europejskiej, regionów przygranicznych oraz problematyki porównawczej w aspekcie międzynarodowym i międzykulturowym”. Określony został zatem profil merytoryczny tożsamy z celowo interdyscyplinarnym profilem Collegium Polonicum, jak to określono w umowie międzyministerialnej z 2002 roku. Zbieżność ta wynikała z zamierzonego celu dalszego profilowania Collegium Polonicum przez działalność Instytutu.
Skutkiem zmniejszenia ilości oferowanych kierunków studiów oraz zamknięcia Polsko-Niemieckiego Instytutu Badawczego w 2018 roku, kadra naukowa Uniwersytetu im. Adama Mickiewicza w Collegium Polonicum składa się obecnie z 12 nauczycieli akademickich, w tym jednego habilitowanego.

### Europa-Fellows
Otwarcie Collegium Polonicum było związane z „Międzynarodowym programem promocji młodych naukowców w dziedzinie badań europejskich – „Europa-Fellows”, finansowanym przez niemieckie Ministerstwo Edukacji i Badań w wysokości 0,8 mln euro rocznie. W ramach tego programu 48 (w pierwszej turze 2000-2003) wzgl. 30 (w drugiej turze 2003-2005) młodych naukowców dostało grant Uniwersytetu Europejskiego Viadrina na realizację swojego projektu doktorskiego lub habilitacyjnego w Collegium Polonicum. Przewód doktorski lub habilitacyjny mógł się odbyć również na wydziale Uniwersytetu im. Adama Mickiewicza. Kierownikiem tego projektu był do 2002 roku prof. dr Jan C. Joerden, potem Janine Nuyken. Badania interdyscyplinarne prowadzone były w obszarach tematycznych reprezentowanych przez katedry lub kierunki studiów w Collegium Polonicum:
- Rozszerzenie UE,
- Zarządzanie rozwojem miast,
- Ochrona europejskich dóbr kultury,
- Zarządzanie i marketing w Europie Środkowej i Wschodniej,
- Ponadgraniczne polityki ochrony środowiska,
- Porównawcze studia europejskich systemów prawnych,
- Ponadgraniczna współpraca gospodarcza i kulturowa (Porównawczych Studiów Środkowoeuropejskich)[23].

### Współpraca pracowników naukowych na rzecz Collegium Polonicum
Głównym produktem naukowym Collegium Polonicum jest jego interdyscyplinarna seria wydawnicza „Thematicon”, wydawana przez jego dyrekcję od 1995 roku. Pięć pierwszych tomów ukazało się drukiem w Wydawnictwie Naukowym Uniwersytetu im. Adama Mickiewicza w Poznaniu. Od 2002 roku seria wydawana jest w oficynie Logos (Logos-Verlag) w Berlinie. Do 2019 roku opublikowano 34 tomy, w tym cztery pod redakcją członków dyrekcji Collegium Polonicum na temat transgranicznej współpracy uniwersyteckiej. Z pozostałych tomów zostały opublikowane:
- 5 przez pracowników zatrudnionych na katedrach finansowanych przez Kraju związkowego dla Collegium Polonicum,
- 3 w ramach programu Europa-Fellows (2000-2005),
- 9 przez pracowników Polsko-Niemieckiego Instytutu Badawczego (2012-18) oraz
- 13 przez innych pracowników naukowych.

Sześć tomów poświęconych jest problematyce prawa, sześć kolejnych – językowi i tłumaczeniu, siedem – granicom z perspektywy politologicznej, a jedenaście – aspektom interdyscyplinarności, międzykulturowości, transnarodowości i transferu kulturowego.

## Kierunki studiów w Collegium Polonicum

### Kierunki studiów Uniwersytetu Europejskiego Viadrina
Collegium Polonicum położone jest w bliskim sąsiedztwie budynków uniwersyteckich Uniwersytetu Europejskiego Viadrina w śródmieściu Frankfurtu. Z tego powodu może służyć jako miejsce niektórych zajęć, np. o tematyce związanej z Polską, oferowanych w ramach różnych kierunków studiów Uniwersytetu Europejskiego Viadrina. W związku z tym na Europejskim Uniwersytecie Viadrina nie ma kierunków studiów, które byłyby zakotwiczone w Collegium Polonicum. Dlatego też dane dotyczące liczby studentów Uniwersytetu Europejskiego w Collegium Polonicum stanowią oceny interpretacyjne: przykładowo w roku akademickim 2004/2005 liczba ta wynosiła 100 studentów, w roku akademickim 2015-16 – 250. Obecnie prawie wszystkie zajęcia odpłatnego kierunku pomagisterskiego Ochrona europejskich dóbr kultury oraz większość zajęć kierunku Kultura i historia Europy Środkowej i Wschodniej odbywają się w Collegium Polonicum. Głównie w Collegium Polonicum odbywały się również zajęcia odpłatnego kierunku MBA Management for Central and Eastern Europe, istniejącego w latach 1999–2013. W semestrze zimowym 2020-21 Uniwersytet Europejski Viadrina rozpoczął nauczanie na kierunku studiów Master of Digital Entrepreneurship, który jest oferowany w ramach projektu European New School of Digital Studies. Zajęcia odbywają się głównie w Collegium Polonicum, siedzibie czterech nowych katedr utworzonych w tym celu.

### Kierunki studiów Uniwersytetu im. Adama Mickiewicza
W latach 90. wiele uczelni w Polsce reagowało na ówczesny gwałtowny wzrost liczby studentów w postaci oferty studiów także poza miastem siedziby uniwersytetu. W ten sposób Uniwersytet im. Adama Mickiewicza oprócz Collegium Polonicum posiadał siedem innych tzw. zamiejscowych ośrodków dydaktycznych w regionie metropolitalnym Poznania. Cztery z nich znajdowały się w wynajmowanych pomieszczeniach w Kościanie, Ostrowie Wlkp., Śremie i Wągrowcu, a trzy w nowo wybudowanych budynkach uniwersyteckich w Gnieźnie, Pile i Kaliszu. Collegium Polonicum oferowało siedem kierunków studiów, które mogły być również studiowane na Uniwersytecie im. Adama Mickiewicza w Poznaniu – niektóre z nich z odrębną specjalizacją:
- Informatyka stosowana (Wydział Fizyki),
- Ochrona środowiska (Wydział Biologii),
- Gospodarka przestrzenna (Wydział Nauk Geologicznych i Geograficznych),
- Filologia germańska (Wydział Neofilologii),
- Filologia polska (Wydział Neofilologii),
- Politologia (Wydział Nauk Politycznych i Dziennikarstwa),
- Bezpieczeństwo narodowe (Wydział Nauk Politycznych i Dziennikarstwa).

Niektóre z tych kierunków prowadzone były zarówno w trybie dziennym, jak i zaocznym. Wraz ze spadkiem liczby studentów w Polsce (z 1,93 mln w roku akademickim 2008-09 do 1,23 mln w latach 2018–2019) spadł popyt na studia oferowane w zamiejscowych ośrodkach dydaktycznych. Towarzyszyła temu rozbudowa infrastruktury uczelnianej w miastach głównej siedziby (w przypadku Uniwersytetu im. Adama Mickiewicza szczególnie na nowym kampusie Morasko na północy Poznania). Nowelizacja ustawy o szkolnictwie wyższym w 2011 roku uzależniała dalsze prowadzenie kierunków studiów w placówkach od utworzenia odpowiednich jednostek podstawowych i – związane z tym – istnienia minimum kadrowego na miejscu. W rezultacie wiele placówek zostało zamkniętych lub w niektórych przypadkach przekształconych w jednostki podstawowe z odpowiednim minimum kadrowym i unikalnymi kierunkami studiów. Nie zdarzyło się to jednak w Collegium Polonicum, ponieważ jako jednostka naukowa działająca we współpracy z zagraniczną uczelnią nie była zagrożona zamknięciem. Jedyną stałą ofertą dydaktyczną Uniwersytetu im. Adama Mickiewicza w Collegium Polonicum jest kierunek Filologia polska jako obca Wydziału Neofilologii. Ponadto istniały tymczasowo oferty studiów pomagisterskich (np. International Relations – Regional and transborder cooperation Wydziału Nauk Politycznych i Dziennikarstwa). Liczba studentów na kierunkach studiów Uniwersytetu im. Adama Mickiewicza wzrosła do 1150 w roku akademickim 2004-2005 i od tego czasu stale maleje (2015-16: 200).

### Wspólne kierunki studiów Uniwersytetu Europejskiego Viadrina i Uniwersytetu im. Adama Mickiewicza
W Collegium Polonicum prowadzone są zajęcia na dwóch kierunkach studiów prowadzących do podwójnego dyplomu – jednego z Uniwersytetu im. Adama Mickiewicza i drugiego z Uniwersytetu Europejskiego Viadrina.
- Polsko-Niemieckie Studia Prawnicze / Deutsch-Polnisches Jurastudium,
- Master of Digital Entrepreneurship

Są to kierunki Collegium Polonicum w tym znaczeniu, iż docenci Uniwersytetu im. Adama Mickiewicza przybywający z Poznania oraz pracownicy katedr finansowanych przez Kraj związkowy Brandenburgia dla Collegium Polonicum prowadzą tam swoje zajęcia. Oferowane od 1992 roku polsko-niemieckie studia na kierunku prawa stanowią uznany przykład na to, jak polscy i niemieccy studenci wspólnie i w interakcji poznają swój i drugi obszar prawa, i przy tym uzyskują formalne uprawnienie i merytoryczne umiejętności na działanie zawodowe w Niemczech i w Polsce. Liczba studentów na wspólnych studiach jest stosunkowo stała: 430 w roku akademickim 2004-05, 310 – 2015-16.

## Uniwersyteckie Liceum Ogólnokształcące w Słubicach
W roku szkolnym 2018-19 w budynku Collegium Polonicum rozpoczęło działalność Uniwersyteckie Liceum Ogólnokształcącego w Słubicach ULO. Jest to czteroletnie liceum niepubliczne o uprawieniach szkoły publicznej; organem prowadzącym szkołę jest Uniwersytet im. Adama Mickiewicza. Zgodnie ze statutem jej działalność finansowana jest głównie z opłat za naukę (czesne) i innych opłat oraz z dotacji z powiatu słubickiego. Przy oferowanych trzech profilach (tj. humanistycznym, biologiczno-chemicznym oraz matematyczno-fizycznym) dla trzech klas równoległych, ULO zajmie około połowy z 32 sal wykładowych i laboratoryjnych w Collegium Polonicum.

## Trivia

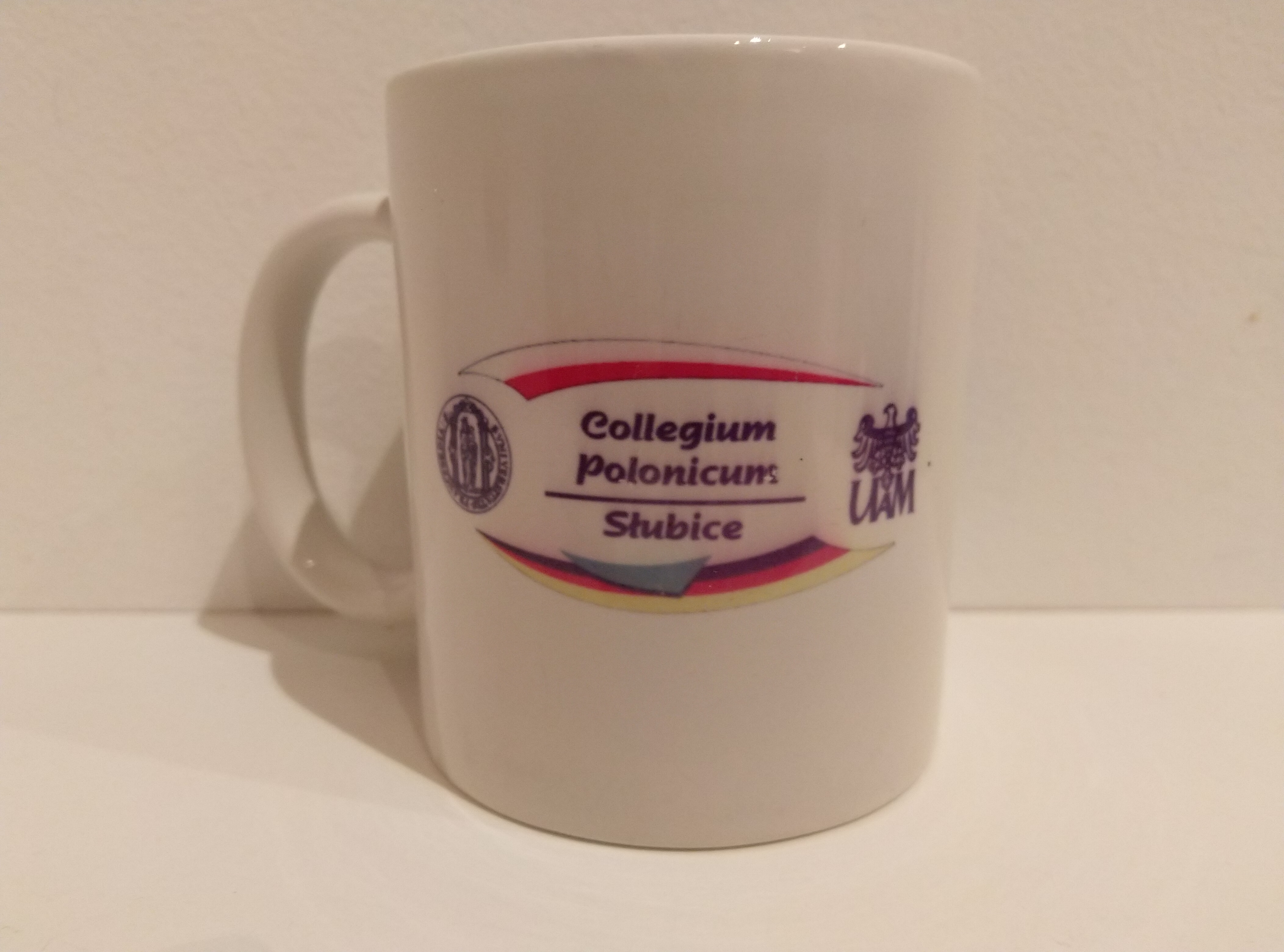
Kubek z logo z 2000 roku Collegium Polonicum

Na Placu Frankfurckim w Słubicach, kilka kroków od Collegium Polonicum, z inicjatywy jego dyrektora administracyjnego Krzysztofa Wojciechowskiego miasto Słubice postawiło Pomnik Wikipedii. Odsłonięto go w 2014 roku. Krzysztof Wojciechowski nadmienił, że „właśnie w Słubicach i Frankfurcie widzi ten sam motyw, tę samą iskrę jak wśród wikipedystów. – Niech ten pomnik przypomina, że dzięki wysiłkowi, pragnieniu wiedzy oraz przezwyciężaniu własnych ograniczeń możliwa jest lepsza przyszłość pogranicza, Europy i całej ludzkości”.
W pierwszych lat istnienia Collegium Polonicum (1996–2006) było ono popularnym miejscem odwiedzin dla polityków niemieckich, polskich i europejskich, którzy wykorzystywali jego aurę jako szczególnego miejsce polsko-niemieckiego i europejskiego pojednania i współpracy. Nawiązano do tego w latach 2010–2013, w kontekście inicjatywy podjętej ówcześnie przez prezydenta Uniwersytetu Europejskiego Guntera Pleugera i jego poznańskiego odpowiednika w celu profilowania Collegium Polonicum. W sumie gościli w Collegium Polonicum: dwaj prezydenci Parlamentu Europejskiego (Jerzy Buzek, Josep Borrell), dwaj prezydenci RP (Aleksander Kwaśniewski, Bronisław Komorowski) i dwaj prezydenci federalni (Richard von Weizsäcker, Joachim Gauck), marszałek Sejmu RP (Józef Oleksy) i przewodniczący Bundestagu (Wolfgang Thierse), czterej prezesi Rady Ministrów (Tadeusz Mazowiecki, Włodzimierz Cimoszewicz, Jerzy Buzek, Marek Belka) i Kanclerz Federalny (Helmut Kohl), trzej komisarze UE (Günter Verheugen, Michel Barnier, Corina Crețu) oraz pięciu ministrów RP (Włodzimierz Cimoszewicz, Mirosław Handke, Waldemar Dąbrowski, Władysław Bartoszewski, Radosław Sikorski) i czterej ministrowie RFN (Claudia Nolte, Hans-Dietrich Genscher, Joschka Fischer, Guido Westerwelle).